# 春慶寺 (墨田区)
春慶寺（しゅんけいじ）は、東京都墨田区業平（旧押上村）にある日蓮宗の寺院。
山号は長養山。旧本山は身延山久遠寺、池上・柳嶋法縁。
四谷怪談で知られる鶴屋南北の墓所がある。鬼平犯科帳、｢本所･桜屋敷｣の舞台として、主人公の親友が住んでいる。境内には宇野信夫の歌が刻まれた供養碑がある。

## 歴史
元和元年（1615年）浅草森田町（現在の台東区）に真如院日理を開山に創建。寛文7年（1667年）現在地へ移転した。
推古朝に百済から請来したという普賢菩薩像（墨田区文化財）が寛保2年（1742年）祀られて以降、押上の普賢さんと通称されている。